# Pomnik Polskiego Państwa Podziemnego w Poznaniu

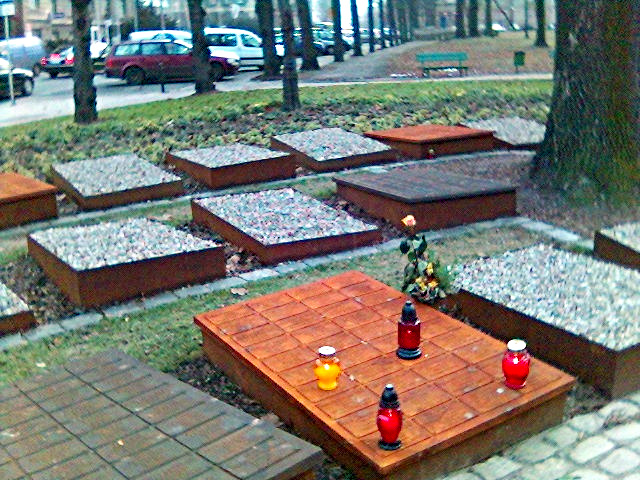
Płyty pamiątkowe

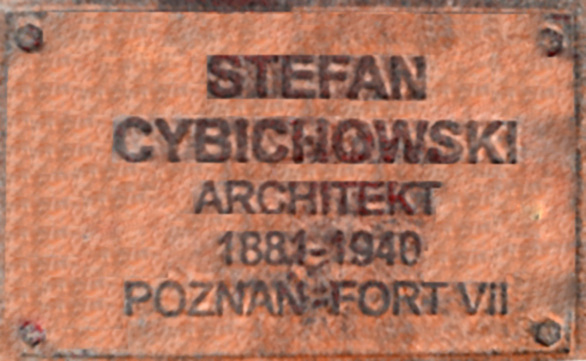
Płytka Stefana Cybichowskiego

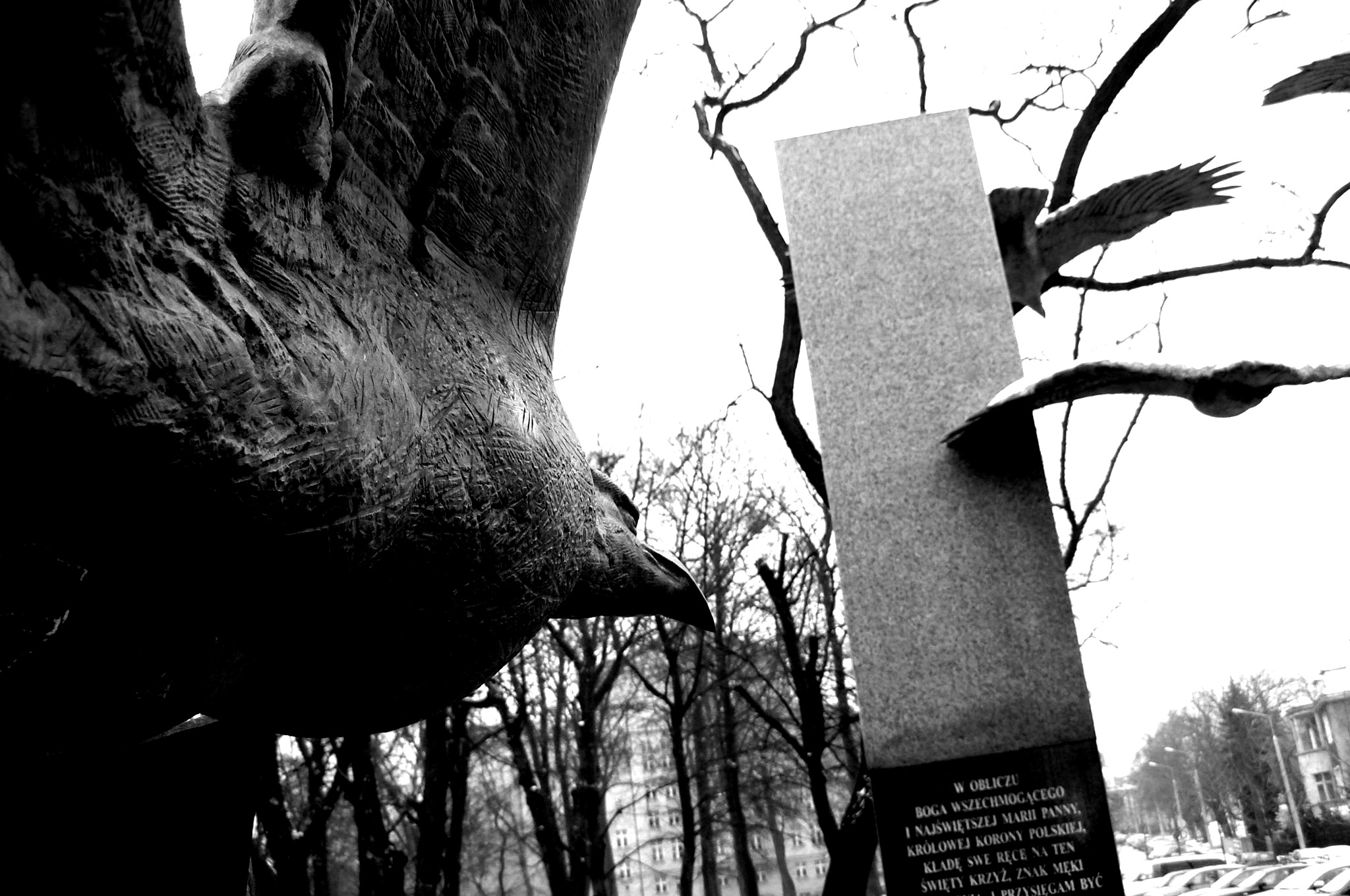
Detal z orłem

Pomnik Polskiego Państwa Podziemnego (dokładnie: Pomnik Polskiego Państwa Podziemnego i AK) – dekonstruktywistyczny pomnik zlokalizowany w centrum Poznania, na tyłach Teatru Wielkiego, w pobliżu kościoła Dominikanów, na narożniku Alei Niepodległości i ul. Libelta oraz Wieniawskiego, na skraju parku Wieniawskiego.

## Odsłonięcie
Postmodernistyczne dzieło, autorstwa prof. Mariusza Kulpy z ASP w Gdańsku (zwycięzcy konkursu), został odsłonięty 26 września 2007, w obecności m.in. prezydenta Polski na uchodźstwie – Ryszarda Kaczorowskiego, prymasa Józefa Glempa, prezydenta Poznania – Ryszarda Grobelnego oraz przedstawicieli władz miejskich, wojewódzkich i samorządowych różnych szczebli. Uroczystość poprzedzona była mszą w katedrze poznańskiej (odprawioną przez prymasa Glempa) oraz złożeniem kwiatów pod pomnikiem 15. Pułku Ułanów tudzież tablicą ofiar terroru stalinowskiego.
Budowa obiektu kosztowała 500.000 złotych.

## Architektura
Pomnik składa się z sześciu słupów pamięci z tablicami pamiątkowymi, oszklonej krypty, która symbolizuje zejście do podziemi i unoszących się nad całym założeniem sylwetek orłów. Dominuje faktura kamienia i rdzawa kolorystyka części metalowych (specjalną blachę sprowadzono z Finlandii). Napis na budowli głosi: Polskiemu Państwu Podziemnemu i jego sile zbrojnej Armii Krajowej – Wielkopolanie. Monument uzupełniają płyty z tabliczkami z żeliwa, informujące o Wielkopolanach, którzy stracili życie w wyniku agresji nazistowskiej od 1 września 1939 do 3 lipca 1945, czyli w okresie funkcjonowania Polskiego Państwa Podziemnego.
Obok monumentu stoi kiosk multimedialny z wielojęzyczną informacją o historii polskiego państwa podziemnego oraz o działaniach ZWZ/AK w Wielkopolsce.

## Otoczenie
W niedużej odległości stoi kilka innych poznańskich monumentów, m.in. pomnik Stanisława Mikołajczyka, pomnik Najświętszego Zbawiciela, czy pomnik katyński. W parku Moniuszki znajduje się natomiast popiersie tego artysty.